# Bataille de Ried
Troisième Coalition
Batailles
Batailles navales
- Rocher du Diamant (1805)
- Cap Finisterre (1805)
- îles Chausey (1805)
- Trafalgar (1805)
- Cap Ortegal (1805)

Campagne d'Allemagne (1805) : opérations en Bavière - Autriche - Moravie
- Donauwörth
- Wertingen
- Günzburg
- Haslach-Jungingen
- Memmingen
- Elchingen
- Nerenstetten
- Neresheim
- Ulm
- Ried
- Lambach
- Bodenbichl
- Steyr
- Amstetten
- Mariazell
- Dürenstein
- Hollabrunn (Schöngrabern)
- Wischau
- Austerlitz

Campagne d'Italie (1805) : Opérations en Italie du Nord
- Vérone
- Caldiero
- Forano
- Castelfranco Veneto

Invasion de Naples (1806)
- Gaète
- Campo Tenese
- Maida
- Lauria
- Maratea
- Amantea
- Mileto

La bataille de Ried, également appelée bataille de Mehrnbach, est un engagement qui a opposé le 30 octobre 1805, lors de la campagne de 1805, les troupes françaises commandées par le général Beaumont et les troupes autrichiennes. 
Ont participé à cet engagement le 1er régiment de chasseurs à cheval, le 8e régiment de dragons ainsi que le 12e régiment de dragons. 

Du côté autrichien se comptaient deux bataillons et un escadron en avant et à gauche du village de Ried, un bataillon et un escadron en arrière, et un gros de cavalerie, et enfin, de l'infanterie à l'entrée du village.
L'engagement s'est soldé par la victoire des troupes françaises, qui ont eu au total 54 tués et blessés.